# Yin Ruoning
Dans ce nom chinois, le nom de famille, Yin, précède le nom personnel.
Yin Ruoning, née le 28 septembre 2002 à Kunming (Chine), est une golfeuse professionnelle chinoise.
Yin Ruoning naît et grandit en Chine dans la province du Yunnan. Elle effectue ses premiers pas au golf à l'âge de dix ans avec son père et remporte des petits succès dans sa catégorie. Intégrée dans l'équipe de Chine amateur à ses seize ans aux Jeux asiatiques de 2018, elle envisage à cet âge de pouvoir s'engager pleinement au golf et accumule neuf titres amateurs juniors, et une modeste 64e place au classement mondial amateur. Elle décide alors de passer professionnelle en 2020 à dix-huit ans et devient aussitôt membre du circuit de la LPGA Chine par des qualifications. Elle fréquente ce circuit jusqu'en 2021 y remportant trois succès dès ses premiers tournois disputés lors de la saison 2020 en pleine pandémie.
Classée alors au-delà de la 300e place mondiale en décembre 2021, elle parvient via des qualifications à devenir membre du circuit américain de la LPGA à compter de 2022 et part s'installer aux États-Unis. Après une première saison correcte pour une débutante, elle réalise une saison 2023 de haute volée en remportant deux tournois, l'Open de DIO Implant LA à Los Angeles et surtout le tournoi majeur du Championnat de la LPGA, imitant sa compatriote Shanshan Feng, lauréate en 2012. Régulièrement classée dans les tournois de la LPGA dans les top 10, elle devient numéro une mondiale en septembre 2023 à la bagarre avec l'Américaine Lilia Vu. Elle conserve ce rang au total cinq semaines.
Ainsi, elle compte au total cinq victoires professionnelles dont un tournoi majeur et n'est pas sortie du top 10 mondial de juin 2023 à aujourd'hui.

## Biographie
Yin Ruoning remporte un tournoi majeur en 2023 - le Championnat de la LPGA. Il s'agit de la deuxième Chinoise de l'histoire à atteindre ce rang après Feng Shanshan.

## Palmarès

### Victoires professionnelles
| N° | Date       | Circuit principal | Tournoi                                                | Score           | Par  | Marge  | Finaliste    |
| -- | ---------- | ----------------- | ------------------------------------------------------ | --------------- | ---- | ------ | ------------ |
| 1. | 21/08/2020 | China LPGA        | Zhuhai Guowei Centre Plaza Hollywood Mansion Challenge |                 |      |        |              |
| 2. | 28/08/2020 | China LPGA        | Moutai Golf Liquor Zhuhai Golden Gulf Challenge        |                 |      |        |              |
| 3. | 04/08/2020 | China LPGA        | Mitsubishi Heavy Industries Orient Masters             |                 |      |        |              |
| 4. | 02/04/2023 | LPGA              | DIO Implant LA Open                                    | 65-69-67-70=269 | - 15 | 1 coup | Georgia Hall |
| 5. | 25/06/2023 | LPGA              | Championnat de la LPGA                                 | 67-73-69-67=276 | - 8  | 1 coup | Yuka Saso    |

## Classement WWGR en fin de saison
Le golf féminin a mis en place un classement mondial, nommé le Women's World Golf Rankings, introduit en 2006.
| Année        | 2018 | 2019 | 2020 | 2021 | 2022 | 2023 |
| Rang mondial | 586e | 482e | 290e | 405e | 151e | 2e   |